# США на зимних Олимпийских играх 1928
Соединённые Штаты Америки приняли участие в зимних Олимпийских играх (1928), которые прошли в Санкт-Мориц, Швейцария с 11 по 19 февраля 1928 года. На вторые Олимпийские игры Американская делегация снова послала 24 спортсмена (21 мужчину и 3 женщин), только на сей раз в 7 спортивных дисциплинах (Бобслей, Скелетон, Лыжные гонки, Фигурное катание, Лыжное двоеборье, Прыжки с трамплина и Конькобежный спорт).

## Медалисты
| Золото  |                                                                  |                                               |            |
| №       | Спортсмены                                                       | Вид спорта (дисциплина)                       | Дата       |
| 1       | Дженнисон Хитон                                                  | Скелетон (мужчины)                            | 17 февраля |
| 2       | Билли Фиске Нион Токер Джеффри Мейсон Клиффорд Грей Ричард Парке | Бобслей (пятёрки, мужчины)                    | 18 февраля |
| Серебро |                                                                  |                                               |            |
| №       | Спортсмены                                                       | Вид спорта (дисциплина)                       | Дата       |
| 1       | Джон Хитон                                                       | Скелетон (мужчины)                            | 17 февраля |
| 2       | Томас Доу Дейв Гранье Дженнисон Хитон Луман Хин Джей О'Брайен    | Бобслей (пятёрки, мужчины)                    | 18 февраля |
| Бронза  |                                                                  |                                               |            |
| №       | Спортсмены                                                       | Вид спорта (дисциплина)                       | Дата       |
| 1       | Джон Фаррелл                                                     | Конькобежный спорт (500 метров, мужчины)      | 13 февраля |
| 2       | Беатрикс Логран                                                  | Фигурное катание (одиночное катание, женщины) | 18 февраля |

## Состав и результаты олимпийской сборной США

### Бобслей
| Команда | Спортсмены                                                      | Дисциплины | 1 забег | 1 забег | 2 забег | 2 забег | Итог   | Итог  |
| Команда | Спортсмены                                                      | Дисциплины | Время   | Место   | Время   | Место   | Время  | Место |
| ------- | --------------------------------------------------------------- | ---------- | ------- | ------- | ------- | ------- | ------ | ----- |
| США-1   | Дженнисон Хитон Дейв Гранье Луман Хин Джей О’Брайен Томас Дое   | Пятерка    | 1:42.3  | 8       | 1:38.7  | 1       | 3:21.0 | 2     |
| США-2   | Билли Фиске Нион Токер Джеффри Мэсон Клиффорд Грей Ричард Парке | Пятерка    | 1:38.9  | 1       | 1:41.6  | 5       | 3:20.5 | 1     |

### Конькобежный спорт
Мужчины
| Дисциплина | Спортсмен        | Гонка  | Гонка |
| Дисциплина | Спортсмен        | Время  | Место |
| ---------- | ---------------- | ------ | ----- |
| 500 м      | Валентине Бьялас | 46.5   | 17    |
| 500 м      | Ирвинг Яффе      | 45.2   | 11    |
| 500 м      | Эдди Мёрфи       | 44.9   | 10    |
| 500 м      | Джон Фаррелл     | 43.6   | 3     |
| 1500 м     | Джон Фаррелл     | 2:26.8 | 8     |
| 1500 м     | Ирвинг Яффе      | 2:26.7 | 7     |
| 1500 м     | Валентине Бьялас | 2:26.3 | 6     |
| 1500 м     | Эдди Мёрфи       | 2:25.9 | 5     |
| 5000 м     | Джон Фаррелл     | 9:29.2 | 17    |
| 5000 м     | Эдди Мёрфи       | 9:19.5 | 14    |
| 5000 м     | Валентине Бьялас | 9:06.3 | 6     |
| 5000 м     | Ирвинг Яффе      | 9:01.3 | 4     |

### Лыжные гонки
Мужчины
| Дисциплина | Спортсмен      | Гонка   | Гонка |
| Дисциплина | Спортсмен      | Время   | Место |
| ---------- | -------------- | ------- | ----- |
| 18 км      | Рольф Монсен   | 2'48:00 | 45    |
| 18 км      | Чарльз Проктор | 2'35:00 | 44    |
| 18 км      | Андерс Хауген  | 2'30:30 | 43    |

### Лыжное двоеборье
Мужчины
Соревнования:
- 18 км кросс на лыжах
- прыжки с нормального трамплина

Эти соревнования были представлены отдельно от лыжных гонок и прыжков с трамплина. Из-за большого кол-ва участников.
| Спортсмен      | Дисциплина     | Кросс на лыжах | Кросс на лыжах | Кросс на лыжах | Прыжки с трамплина | Прыжки с трамплина | Прыжки с трамплина | Прыжки с трамплина | Итог     | Итог    |
| Спортсмен      | Дисциплина     | Время          | Очки           | Место          | 1-я дистанция      | 2-я дистанция      | Итог. очки         | Позиция            | Очки     | Позиция |
| -------------- | -------------- | -------------- | -------------- | -------------- | ------------------ | ------------------ | ------------------ | ------------------ | -------- | ------- |
| Рольф Монсен   | Индивидуальная | Дисквал.       | –              | –              | –                  | –                  | –                  | –                  | Дисквал. | –       |
| Чарльз Проктор | Индивидуальная | 2'35:00        | 0.000          | 28             | 47.0               | 51.5               | 14.417             | 15                 | 7.208    | 26      |
| Андерс Хауген  | Индивидуальная | 2'30:30        | 0.000          | 27             | 51.0               | 49.0               | 14.895             | 13                 | 7.447    | 25      |

### Прыжки на лыжах с трамплина
| Спортсмен      | Дисциплина     | 1-й прыжок | 2-й прыжок | Итог   | Итог  |
| Спортсмен      | Дисциплина     | 1-й прыжок | 2-й прыжок | Очки   | Место |
| -------------- | -------------- | ---------- | ---------- | ------ | ----- |
| Чарльз Проктор | Норм. трамплин | 49.0       | 56.0       | 15.583 | 14    |
| Андерс Хауген  | Норм. трамплин | 51.0       | 53.0       | 15.291 | 18    |
| Рольф Монсен   | Норм. трамплин | 53.0       | 59.5       | 16.687 | 6     |

### Скелетон
Мужчины
| Спортсмен       | 1-й забег | 1-й забег | 2-й забег | 2-й забег | 3-й забег | 3-й забег | Итог   | Итог  |
| Спортсмен       | Время     | Место     | Время     | Место     | Время     | Место     | Время  | Место |
| --------------- | --------- | --------- | --------- | --------- | --------- | --------- | ------ | ----- |
| Джек Хитон      | 1:01.4    | 2         | 1:00.4    | 2         | 1:01.4    | 2         | 3:02.8 | 2     |
| Дженнисон Хитон | 1:00.2    | 1         | 1:00.2    | 1         | 1:01.0    | 1         | 3:01.8 | 1     |

### Фигурное катание
Мужчины
| Спортсмен       | Дисциплина                | Короткая программа | Произвольная программа | Место | Очки    | Итог. место |
| --------------- | ------------------------- | ------------------ | ---------------------- | ----- | ------- | ----------- |
| Натаниель Нильс | Мужское одиночное катание | 16                 | 13                     | 103   | 1154.25 | 15          |
| Шервин Бэдгер   | Мужское одиночное катание | 13                 | 9                      | 73    | 1324.00 | 11          |
| Роджер Тёрнер   | Мужское одиночное катание | 9                  | 12                     | 67    | 1363.50 | 10          |

Женщины
| Спортсменка     | Дисциплина                | Короткая программа | Произвольная программа | Место | Очки    | Итог. Место |
| --------------- | ------------------------- | ------------------ | ---------------------- | ----- | ------- | ----------- |
| Тереза Блэнчард | Женское одиночное катание | 9                  | 13                     | 77    | 1970.25 | 10          |
| Мэрибел Винсон  | Женское одиночное катание | 3                  | 6                      | 32    | 2224.50 | 4           |
| Беатрикс Логран | Женское одиночное катание | 4                  | 4                      | 28    | 2254.52 | 3           |

Пары
| Спортсмены                      | Очки | Результат | Итог. Место |
| ------------------------------- | ---- | --------- | ----------- |
| Тереза Блэнчард Натаниель Нильс | 79.5 | 69.00     | 9           |
| Беатрикс Логран Шервин Бэдгер   | 43   | 87.50     | 4           |